# Jauntalbanan
Jauntalbanan är en 19 kilometer lång enkelspårig järnväg i det österrikiska förbundslandet Kärnten. Den går från Sankt Paul im Lavanttal till Bleiburg och bildar därmed en länk mellan Lavanttalbanan och Drautalbanan.
|  |  |  |

|  | Straight track |

|  | Station on track |

|  | Enter and exit tunnel |

|  | Stop on track |

|  | Stop on track |

|  | Enter and exit tunnel |

|  | Station on track |

|  | Unknown BSicon "hKRZWae" |

|  | Stop on track |

|  | Station on track |

|  | Stop on track |

|  | Straight track |

|  |  |  |

|  | Straight track |

|  | Station on track |

|  | Enter and exit tunnel |

|  | Stop on track |

|  | Stop on track |

|  | Enter and exit tunnel |

|  | Station on track |

|  | Unknown BSicon "hKRZWae" |

|  | Stop on track |

|  | Station on track |

|  | Stop on track |

|  | Straight track |

Efter första världskriget ändrades Österrikes södra gräns så att delar av Kärnten tillföll en nybildad stat (SHS), sedermera Jugoslavien och numera Slovenien. Tågtrafiken mellan orterna i floden Lavants övre dal och Klagenfurt fortsatte, men nu som passfri korridortrafik över Dravograd (tyska Unterdrauburg) och åter in i Österrike. Villkoren för detta fanns i dokument efter världskrigets avslutning. För att slippa detta byggdes Jauntalbanan med start 1959;  den invigdes 10 oktober 1964. Banan fick regional betydelse. Den har en av de största järnvägsbroarna i Österrike, över Drau, 430 meter lång och 96 meter över vattenytan. Banan påverkas av det pågående (2022) bygget av Koralmbahn.

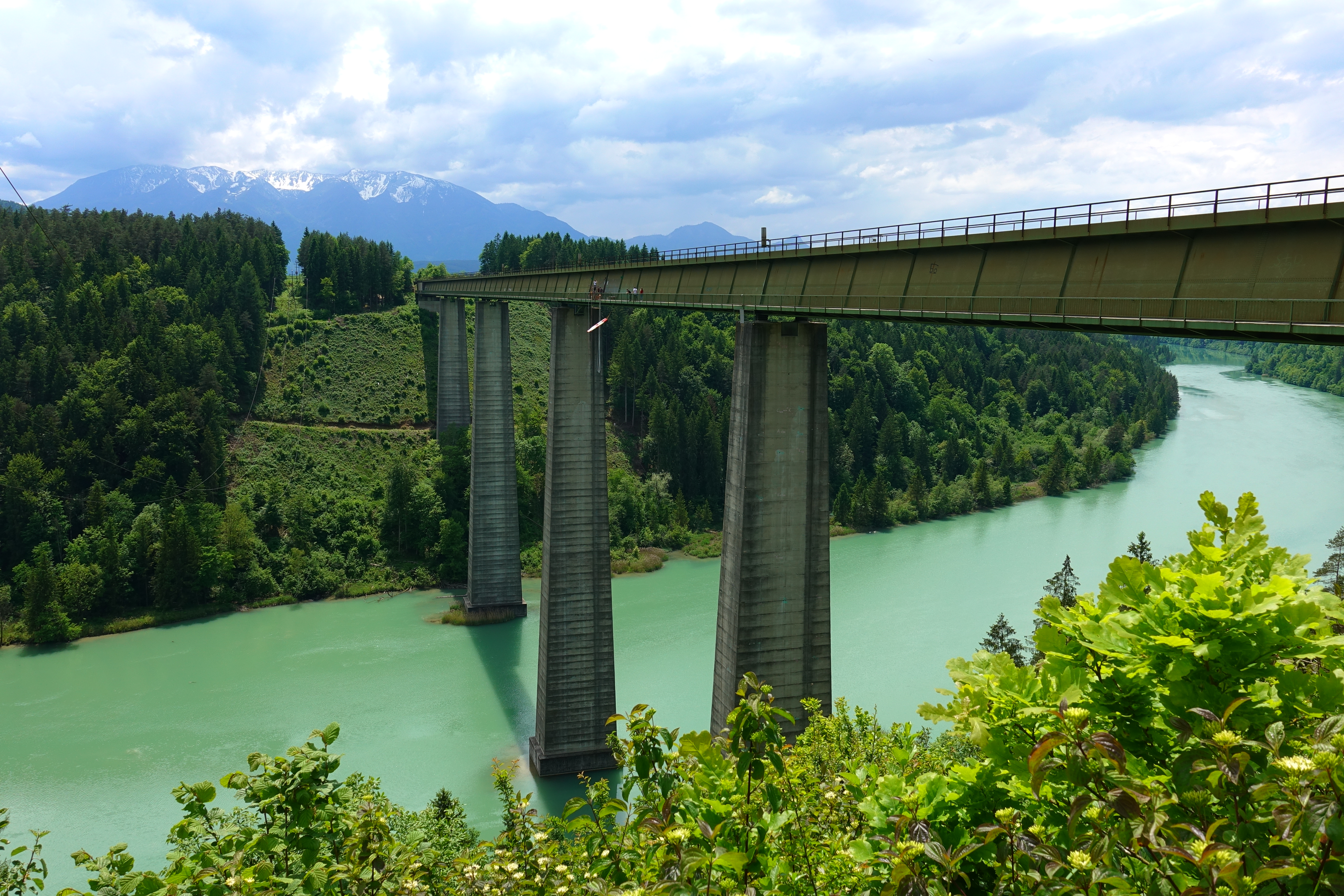
Bron över Drau.